# 가타하라촌
가타하라촌(일본어: 片原村)은 ][일본]] 기후현 야마가타군에 설치되었던 촌이다. 현재의 야마가타시에 해당한다.

## 참고 문헌
- 角川日本地名大辞典編纂委員会,『角川日本地名大辞典 21 岐阜県』1980, 角川書店